# Yanis Macriyanis
Yannis Makriyannis  o Ioannis Makriyannis  (en griego : Γιάννης/ Ιωάννης Μακρυγιάννης ; nacido Yannis Triantafillo (gr. Ιωάννης Τριαντάφυλλος, Focide, 1797 – Atenas, 27 de abril de 1864) fue un mercante, político y militar griego , particularmente activo durante la Guerra de independencia de Grecia y quien tras sus importantes victorias militares jugó un papel predominante en la vida política del neonato Reino de Grecia y participó en la constitución griega de 1844. Sus memorias publicadas póstumamente en Atenas en 1907 son uno de los más importantes documentos de la lucha por la independencia de Grecia del Imperio otomano.